# 杜奇科夫桥

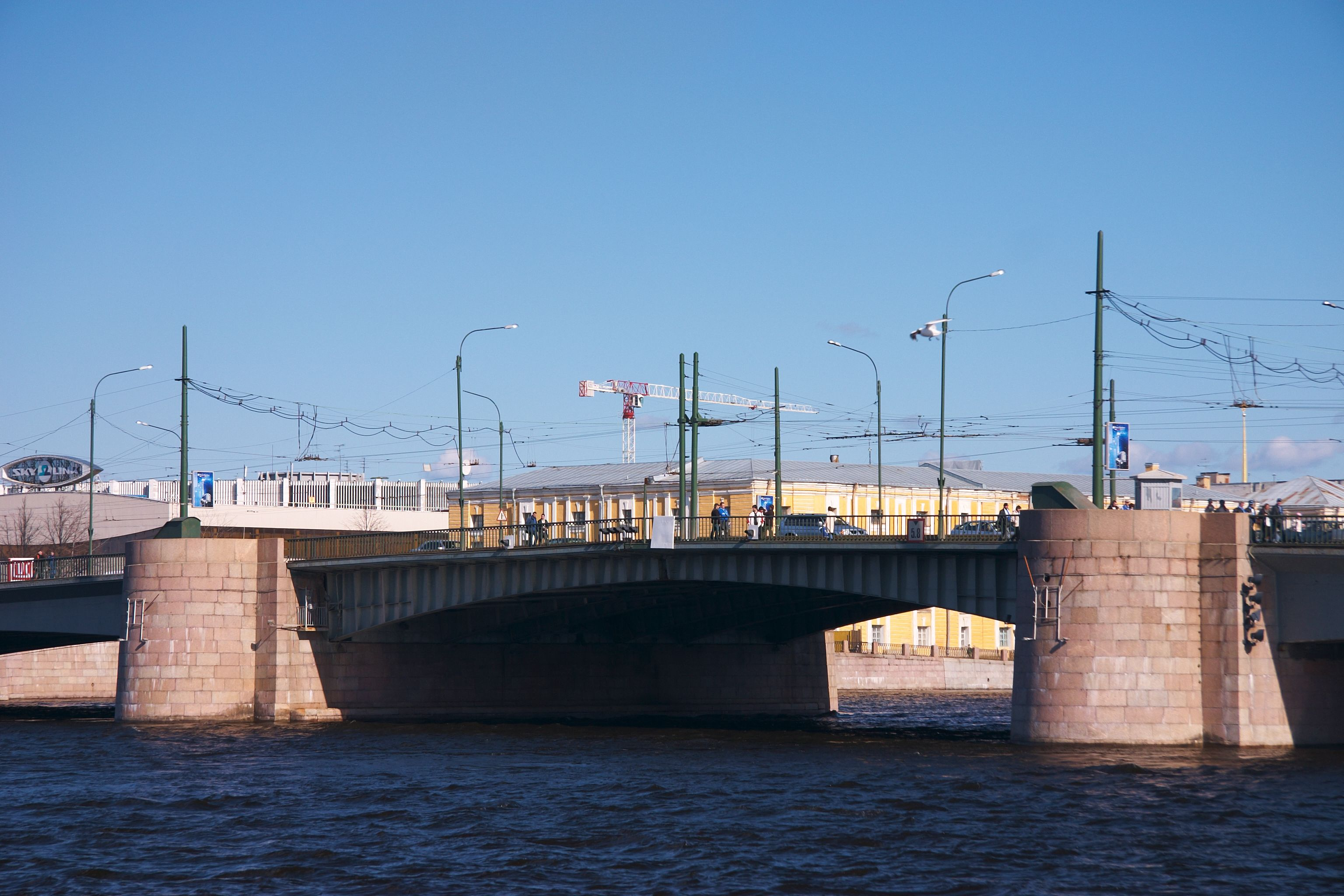
杜奇科夫桥

杜奇科夫桥（羅馬化：Tuchkov most）是俄罗斯圣彼得堡小涅瓦河上的一座桥，长226米，宽36米。杜奇科夫桥连接彼得格勒岛和瓦西里岛。
杜奇科夫桥建于1758年，最初是一木桥。它得名于资助修桥，并在附近拥有仓库的当地商人杜奇科夫。此桥最后一次重建于1962年-1965年。与圣彼得堡其他大多数桥梁不同，杜奇科夫桥缺少装饰。
陀思妥耶夫斯基的小说《罪与罚》中的人物Arkady Svidrigailov，将他生命的最后一夜用于在杜奇科夫桥观看小涅瓦河的河水。